# Мичелл, Роджер
Ро́джер Ми́челл (англ. Roger Michell; 5 июня 1956, Претория — 22 сентября 2021, Хартфордшир, Восточная Англия) — британский режиссёр театра, кино и телевидения, в 2012 и 2014 годах дважды выступил как кинопродюсер (фильм «Гайд-Парк на Гудзоне» и два эпизода сериала «Потерянная честь», соответственно).

## Биография
Роджер Мичелл родился 5 июня 1956 года в городе Претория (ЮАР). Его отец был дипломатом, поэтому значительную часть своего детства Роджер провёл в Бейруте, Дамаске и Праге, и ещё будучи подростком переехал с семьёй на постоянное место жительства в Англию. Учился в колледже Клифтон, затем в Кембриджском университете Куинз-колледж, который окончил в 1977 году. Сразу после окончания вуза Мичелл перебрался в Лондон, где стал учиться при знаменитом театре Ройал-Корт, в частности, был ассистентом известных драматургов-сценаристов Джона Осборна и Сэмюэла Беккета, помогал продюсеру Дэнни Бойлу. В 1979 году Мичелл покинул Ройал-Корт и стал самостоятельно писать сценарии и режиссировать собственные театральные проекты. В 1982 году Мичелл удостоился награды Fringe First Award на Эдинбургском фестивале за свой спектакль «Рядовой Дик». В 1985 году Мичелл вступил в Королевскую шекспировскую компанию, в которой на протяжении шести лет был ассистентом режиссёра, а потом режиссёром.
В 1992 году Мичелл впервые выступил как телережиссёр (мини-сериал «Деловой район Лагоса»), а в 1997 году состоялся его дебют как кинорежиссёра (фильм «Моя ночь с Рег»).
В начале 2000-х годов Мичелл был утверждён режиссёром фильма «Выбор капитана Корелли», но незадолго до начала работы у него случился сердечный приступ, поэтому режиссуру доверили Джону Мэддену.
Роджер Мичелл скончался 22 сентября 2021 года.

### Личная жизнь
В 1992 году Мичелл женился на актрисе Кейт Баффери, но в 2002 году последовал развод, от этого брака осталось двое детей: дочь Рози (актриса) и сын Генри. Затем Мичелл вступил в гражданский брак с известной актрисой Анной Максвелл Мартин, от которой у него также двое детей: дочери Нэнси и Мэгги. Анна на 21 год младше Роджера.

## Избранная фильмография (режиссёр)
- 1993 — Будда из пригорода[англ.] / The Buddha of Suburbia
- 1995 — Доводы рассудка / Persuasion
- 1999 — Ноттинг-Хилл / Notting Hill
- 2002 — В чужом ряду / Changing Lanes
- 2003 — История матери[англ.] / The Mother[6]
- 2004 — Испытание любовью / Enduring Love
- 2006 — Венера / Venus
- 2010 — Доброе утро / Morning Glory
- 2012 — Гайд-Парк на Гудзоне / Hyde Park on Hudson[7]
- 2013 — Уик-энд в Париже[англ.] / Le Week-End
- 2017 — Моя кузина Рэйчел / My Cousin Rachel[8]
- 2020 — Герцог / The Duke

## Избранные награды и номинации
С полным списком кинематографических наград и номинаций Роджера Мичелла можно ознакомиться на сайте IMDb
BAFTA
- 1994 — BAFTA TV в категории «Лучший драматический сериал» за сериал «Будда из пригорода»[англ.] — номинация.
- 1996 — BAFTA TV в категории «Лучший драматический фильм» за ленту «Доводы рассудка» — победа.
- 2000 — Премия имени Александра Корды за выдающийся британский фильм года за ленту «Ноттинг-Хилл» — номинация.
- 2015 — BAFTA TV в категории «Лучший мини-сериал» за сериал «Потерянная честь Кристофера Джеффериса» — победа.

«Империя»
- 2000 — «Лучший британский режиссёр» за фильм «Ноттинг-Хилл» — победа.
- 2005 — «Лучший британский режиссёр» за фильм «Испытание любовью» — номинация.

Премия Европейской киноакадемии
- 2005 — Приз зрительских симпатий в категории «Лучший европейский режиссёр» за фильм «Испытание любовью» — номинация.
- 2014 — «Лучшая европейская комедия» за фильм «Уик-энд в Париже»[англ.] — номинация.

Прочие
- 1977 — Премия Базз Гудбоди[англ.] от Королевской шекспировской компании
- 2000 — Премия «Аманда» (Норвегия) в категории «Лучший зарубежный фильм» за ленту «Ноттинг-Хилл» — номинация.
- 2004[англ.] — Премия британского независимого кино в категории «Лучший режиссёр» за фильм «Испытание любовью» — номинация.